# Jocs Macabeus

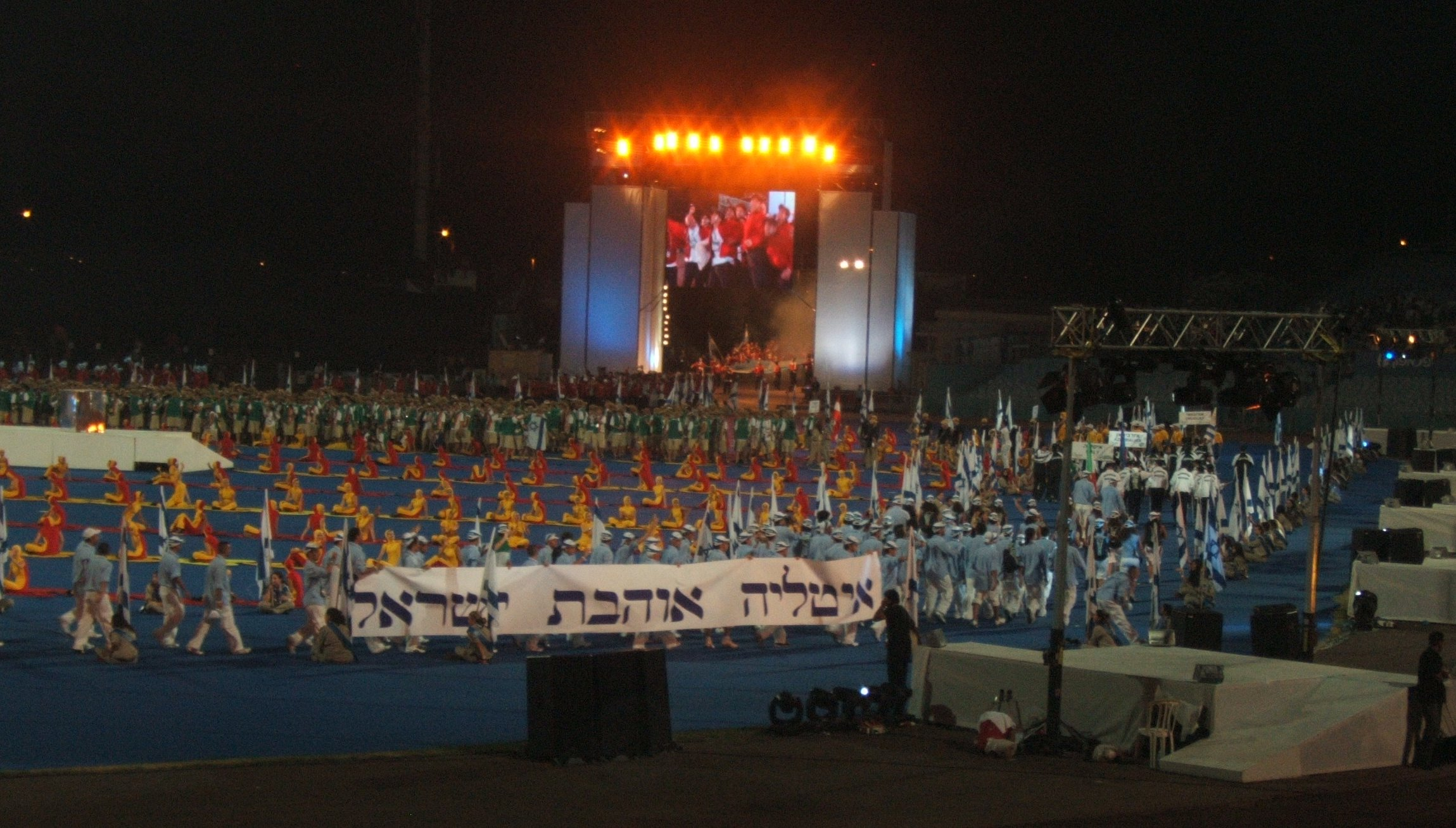
Cerimònia d'inauguració dels 17ns Jocs Macabeus

Els Jocs Macabeus (en hebreu, מַכַּבִּיָּ) són un esdeveniment esportiu jueu similars als Jocs Olímpics o els Jocs de la Commonwealth. Celebrats per primer cop el 1932, tenen lloc cada quatre anys des de 1957. Importants esportistes, com ara Mark Spitz, Larry Brown, Nicolás Massú o Frank Spellman hi han participat al llarg dels anys.
Els Jocs Macabeus se celebren sota l'auspici de la Federació Maccabi, la qual forma part, al seu torn, de la Maccabi World Union. Tot i que van dirigits en especial a esportistes jueus, també són oberts als àrabs de nacionalitat israeliana.
En nombre de participants, els Jocs són avui dia un dels cinc esdeveniments esportius més grans del món, i són considerats com a esdeveniment regional pel Comitè Olímpic Internacional.

## Organització

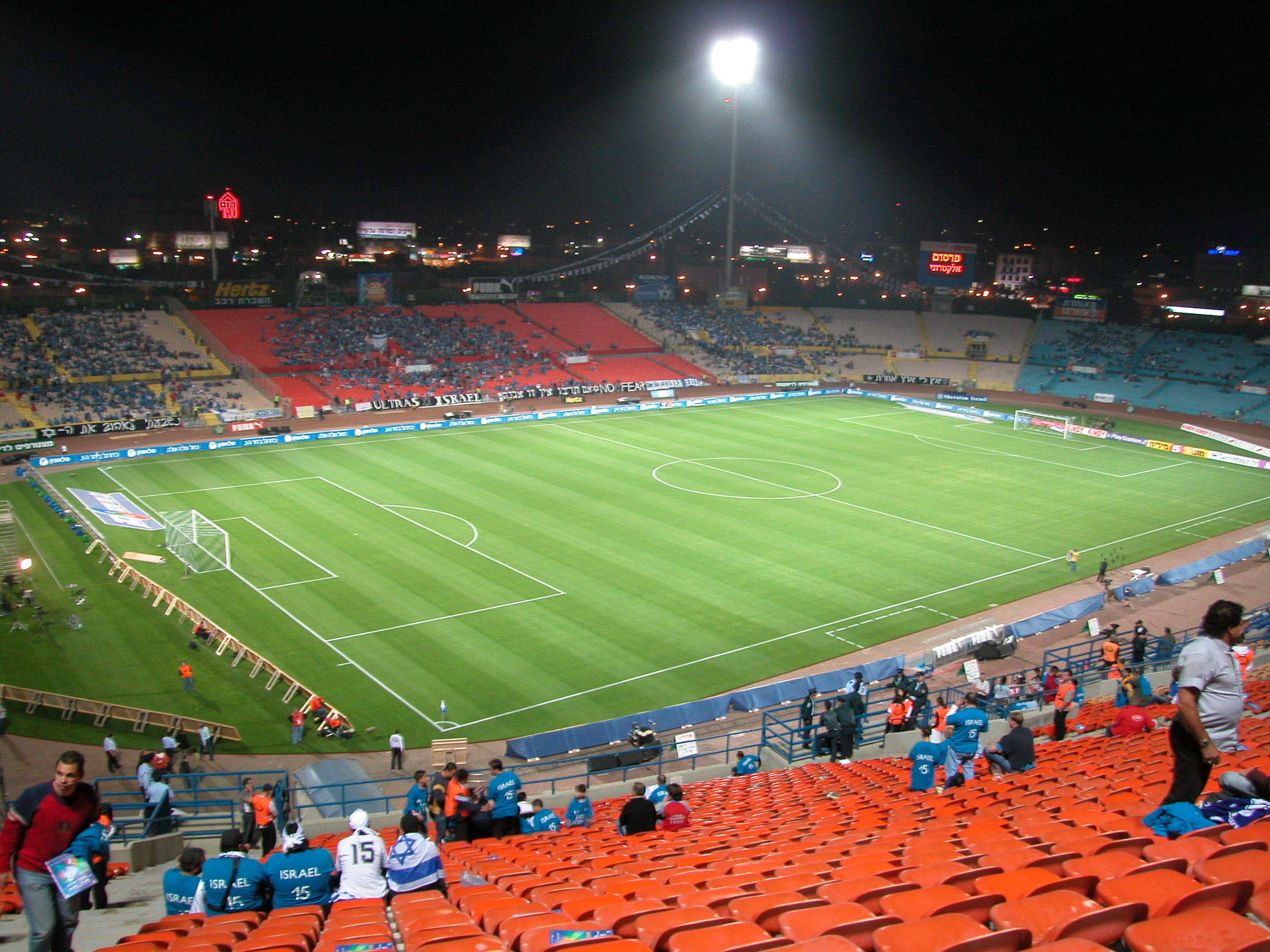
L'estadi Ramat Gan, seu dels jocs

Els Jocs Macabeus se celebren sempre a Israel cada quatre anys. Tot ciutadà israelià (jueu o no) pot ser escollit per a participar en qualsevol de les tres categories (Open, Júniors o Màsters), sempre que compleixi els requeriments de cadascuna. Alhora hi poden participar tots els jueus d'arreu del món.
La norma bàsica dels Jocs diu que les diferents competicions només podran tenir lloc si hi ha com a mínim participants de quatre països diferents. En el cas de la categoria júnior i la competició femenina, aquest límit és de tres països.

## Els XVIII Jocs Macabeus
Els Jocs Macabeus de 2009, celebrats entre el 12 i el 24 de juliol, han estat fins ara els que han comptat amb més participants; més de 6000 esportistes de 55 països van unir-se als 3.000 participants israelians. Les majors del·legacions van ser les dels Estats Units (1500), Austràlia (800) i la Gran Bretanya (650).
Israel va ser el clar guanyador, amb 138 medalles d'or, seguit a distància pels Estats Units amb 44 i Rússia amb 12.